# 雷金科
雷金科（？—？），字公憲，號潤溪，福建建寧府建安縣人，民籍，明朝政治人物。

## 生平
福建鄉試第三十一名舉人。嘉靖三十二年（1553年）中式癸丑科三甲第二百五十九名進士。工部观政，起复授礼部主事，升员外郎、精膳司郎中。嘉靖四十二年（1563年）出知宁波府，四十三年闰二月被科道纠拾罢職。

## 家族
曾祖雷仕棻；祖父雷文照；父雷璠，母童氏；繼母吳氏。兄金聲、金章，俱生员；弟金昆、金和，俱生员；金相、金貞、金麟。